# Erős Ferenc
Erős Ferenc (Zalaegerszeg, 1946. június 13. – 2020. február 9.) magyar szociálpszichológus.
Kutatási területe: az identitás szociálpszichológiája; a pszichoanalízis magyarországi története; előítélet és társadalmi diszkrimináció.
A Ferenczi Sándor jelentősége napjainkban: az életmű értelmezése történeti, elméleti és klinikai szempontból című OTKA-projekt témavezetője volt.

## Életpályája
Erős Rezső (1908–1971) és Fenyvesi Zsuzsanna (1910–1994) fiaként született kereskedőcsaládban. Anyai nagyapja Fenyvesi Simon (1873–1939), a Zalaegerszegi Kereskedelmi Bank Rt. igazgatója és a zalaegerszegi Chevra Kadisa elnöke volt. Családját a második világháború során deportálták, apja a theresienstadti koncentrációs táborból szabadult föl.
Az Apáczai Csere János Gyakorló Általános Iskola és Gimnáziumba járt, itt érettségizett 1964-ben. Felsőfokú tanulmányait az Eötvös Loránd Tudományegyetemen végezte.
Az oktatók közül számára a legemlékezetesebb Putnoky Jenő volt, aki kísérleti pszichológiát és módszertant tanított. Az általános pszichológiát Barkóczi Ilona tartotta, Kardos Lajostól állatlélektant tanult. A szociálpszichológiai előadásaikat – ami akkor még teljesen új dolognak számított – Pataki Ferenc tartotta, Garai László külső előadóként adott elő – később az ő osztályán (Személyiséglélektani Osztályon) dolgozott az MTA Pszichológiai Intézetében.
1969-ben egyetemi pszichológus diplomát kapott. A Magyar Rádió és Televízió Tömegkommunikációs Kutató Központjába került, ezen belül a pszichológiai osztályra. ’70-es években az Ifjúsági Lapkiadó Vállalat közvélemény kutató részlegén dolgozott – ez egy kisebb közvélemény-kutató intézet volt. 1972-ben megvédte egyetemi doktori disszertációját, 1982-ben a pszichológia tudományok kandidátusa lett, 1996-ban a budapesti egyetemen habilitált, 2002-től az MTA doktora, DSc fokozat. 1992-ben egyetemi docensnek, 2002-ben egyetemi tanárrá nevezték ki. Főállásban az MTA Pszichológiai Kutatóintézetben dolgozik 1973 óta – elsősorban elméleti témákkal foglalkozik, szociálpszichológia és pszichoanalízis határvidékén.
A kutatói munka mellett folyamatosan oktatott budapesti (ELTE), szegedi és pécsi felsőoktatási intézményekben. 1992–1996 között félállásban a József Attila Tudományegyetem Pszichológiai Tanszékén oktatott, mint docens, sőt 1992/93-as és az 1993/94-es tanévekben tanszékvezető docens volt. Majd az MTA Pszichológiai Kutatóintézetben tudományos igazgatóhelyettes, osztályvezető, tudományos főmunkatárs és a Pécsi Tudományegyetem szociálpszichológiai tanszékének egyetemi tanára és a Pszichológiai Doktori Iskola elméleti pszichoanalízis programjának vezetője volt. A Pécsi Tudományegyetemen emeritálták.
Szakmai tapasztalatait bővítette és bővíti, tudományos kapcsolatait ápolta és ápolja tanulmányútjai, hazai és külföldi konferenciákon való részvételei során az Amerikai Egyesült Államokban, Németországban, Franciaországban és Hollandiában.
A tudományos közéletben nagy szerepe van az általa szerkesztett Thalassa című szakfolyóiratnak (az 1990 és 2010 között működő Thalassa, későbbiekben Imágó Budapest című pszichoanalízissel foglalkozó folyóirat alapító főszerkesztője), további fontos szakmai folyóiratok szerkesztőbizottságaiban dolgozott, köztük Magyar Pszichológiai Szemle, INFO Társadalomtudomány. A BUKSZ c. folyóiratnak napjainkban is szerkesztőbizottsági tagja.
Számos pszichológiai témával foglalkozó könyvet írt. 2011-ben megjelent a Szágundelli csodái című önéletrajzi jellegű, szépirodalmi műve. Kötetszerkesztései (például Mérei-életmű i.m.), könyvsorozat szerkesztései (például Modern pszichoanalízis, ISSN 1785-3850), szakfordításai (például Aronson: A társas lény) szintén jelentősek. Megjelent egy verseskötete 1996-ban.
Mint szociálpszichológus gyakran foglalkozik politikai témákkal is. Már a ’70-es évek óta foglalkoztatja a kérdéskör. Psziché és hatalom (2016) könyve is arról szól, hogy az emberek miért engedelmeskednek vagy miért nem engedelmeskednek a hatalomnak.

## Művei (válogatás)

### Tanulmányok
- Pszichoanalízis, freudizmus, freudomarxizmus. Budapest : Gondolat, 1986. 259 p. ISBN 963-281-808-3
- A pszichoanalízis recepciója a két világháború közötti magyar irodalomban és publicisztikában. In Tanulmányok a magyar pszichológia történetéből/ összeáll. Kiss Sándor.[11] Budapest : Akadémiai K., 1991. pp. 56–78. (Pszichológiai műhely, 7) ISBN 9630558556
- "Freudomarxista" volt-e József Attila? In "Miért fáj ma is" : Az ismeretlen József Attila / szerk. Horváth Iván és Tverdota György. Budapest : Balassi ; Közgazdasági és Jogi Kvk., 1992. 502 p. ISBN 9632234855
- A válság szociálpszichológiája. Budapest : T-Twins, 1993. 250 p. ISBN 9637977368 (2. jav. bőv.kiad. 1994.)
- Authoritarianism and the ideological spectrum in Hungary. Enyedi Zsolttal, Fábián Zoltánnal. Budapest : Collegium Budapest – Institute for Advanced Study, 1997. 38 p. (Discussion papers / Collegium Budapest Institute for Advanced Study, Collegium Budapest – Institute for Advanced Study, ISSN 1217-5811 ; 40) ISBN 9638463651
- Ferenczi Sándor. Budapest : Új Mandátum, 2000. 289 p. ISBN 9789639158863
- Testhatárok és énhatárok : Az identitás változó keretei. Csabai Mártával. Budapest : Jószöveg Műhely, 2000. 189 p. (Jószöveg könyvek, 1417-9121) ISBN 9639134295
- 100 éves a Magyar Tudományos Akadémia Pszichológiai Kutatóintézete. Szerző és szerkesztő Farkas Andrással. (Magyar és angol nyelven). Budapest: MTA Pszichológiai Kutatóintézet, 2002. 48 p. ISBN 9638471328
- Kultuszok a pszichoanalízis történetében : egy Ferenczi-monográfia vázlata. Budapest : Jószöveg Műhely, 2004. 176 p. (Jószöveg Könyvek, 1417-9121) ISBN 9639134937
- Élmény és hálózat. Mérei Ferenc a magyar szociálpszichológia történetében.(2006) In Mérei – életmű. Mandátum Kiadó, Budapest.
- Trauma és történelem : Szociálpszichológiai és pszichoanalitikus tanulmányok. Budapest : Jószöveg Műhely, 2007. 203 p. (Jószöveg könyvek, 1417-9121) ISBN 9789637052545
- Pszichoanalízis és kulturális emlékezet; Jószöveg Műhely, Budapest, 2010
- Pszichoanalízis és forradalom. Ferenczi Sándor és a budapesti egyetem 1918/19-ben. Tanulmány és dokumentumok; Jószöveg Műhely, Budapest, 2011
- Szágundelli csodái. Szellemtörténetek; Jószöveg Műhely, Budapest, 2011
- Nemzetpolitikai lélektantól tudományos fajelméletig : A magyar pszichológia történetének szürke zónája. SOCIO.HU, 2015 (2). pp. 67-85.
- Psziché és hatalom. Tanulmányok, esszék; Pesti Kalligram, Budapest, 2016

### Kötetszerkesztés
- Filozófusok Freudról / (Heidegger, Wittgenstein et al.) szerk. Szummer Csabával. Budapest : Cserépfalvi, 1993. 225 p. ISBN 9638364041
- Ferenczi Sándor /vál., sajtó alá rend., a bevezetést és a jegyzeteket írta –. Budapest : Új Mandátum, 2000. (Magyar panteon, 1585-3098 ; 7.) ISBN 9639158860
- Test-beszédek : Köznapi és tudományos diskurzusok a testről / szerk. Csabai Mártával. Budapest : Új Mandátum Könyvkiadó, 2002. 211 p. (Ser. Szöveg és lélek, ISSN 1588-3310) ISBN 9639336637
- Mérei élet-mű : Tanulmányok/ szerk. Borgos Annával, Litván Györggyel. Budapest : Új Mandátum Könyvkiadó, 2006. 307 p. ill. ISBN 9639609137
- Megismerés, reprezentáció, értelmezés. 10 éves a PTE Pszichológiai Doktori Iskolája; szerk. Erős Ferenc; Pécsi Tudományegyetem Bölcsészettudományi Kar Pszichológiai Intézete, Pécs, 2008
- Typus Budapestiensis. Tanulmányok a pszichoanalízis budapesti iskolájának történetéről és hatásáról; szerk. Erős Ferenc, Lénárd Kata, Bókay Antal; Thalassa, Budapest, 2008
- Ferenczi Sándor levelezése Ernest Jonesszal és Georg Groddeckkal; szerk. Erős Ferenc, Kovács Anna Székács Judit, ford. Bottka Petrik, Dobos Elvira; Thalassa Alapítvány–Imágó Egyesület, Budapest, 2010
- Sándor Ferenczi–Ernest Jones. Letters 1911–1933; szerk. Erős Ferenc, Székács-Weisz Judit, Ken Robinson; ford. németből Beate Schumacher; Karnac, London, 2013 (The history of psychoanalysis series)

### Fordítások
- Isaiah Berlin: Négy esszé a szabadságról (Four essays on liberty). Ford, Berényi Gáborral [az utószót írta Dénes Iván Zoltán]. Budapest : Európa Könyvkiadó, 1990. 575 p. ISBN 9630751402
- A fiatal Luther és más írások / Erik H. Erikson. Ford. többekkel. Budapest : Gondolat, 1991. 497, [1] p. (Társadalomtudományi könyvtár 0324-2463) (a katalógusokban formailag hibás ISBN-nel szerepel) ISBN 9632823775
- Elliot Aronson: A társas lény (The social animal) Első magyar kiadás az angol 10. kiadás (2008) alapján Budapest : Akadémiai, [2008]. 504 p. Ill. ISBN 9789630586283 (Tankönyv, magyar nyelvű fordításának első kiadása 1978)

## Tudományos tisztségek (válogatás)
- OTKA Társadalomtudományi Kollégium (1993–1995)
- MTA Pszichológiai Bizottság tagja, s a Doktori Tanács pszichológiai szakbizottságának tagja.

## Társasági tagság (válogatás)
- Magyar Pszichológiai Társaság szociálpszichológiai szekció vezető
- Ferenczi Sándor Egyesület (Sándor Ferenczi Society) alapító- és választmányi tagja, 1989–
- Internat. Association for Experimental Social Psychology[12]
- CHEIRON Society

## Díjai, elismerései
- Széchenyi professzori ösztöndíj (1997)

## Származása
| Erős Ferenc (Zalaegerszeg, 1946. jún. 13.– 2020. febr. 9.) | Apja: Erős Rezső (Budapest, 1908. febr. 5.– Budapest, 1971. máj. 15.) kereskedő  | Apai nagyapja: Erős Arnold 1904-ig Ehrenfeld Arnold (Allios, 1873. aug. 5.– Budapest, 1924. máj. 13.) kereskedő                           | Apai nagyapai dédapja: Ehrenfeld Vilmos                                                                                             |
| Erős Ferenc (Zalaegerszeg, 1946. jún. 13.– 2020. febr. 9.) | Apja: Erős Rezső (Budapest, 1908. febr. 5.– Budapest, 1971. máj. 15.) kereskedő  | Apai nagyapja: Erős Arnold 1904-ig Ehrenfeld Arnold (Allios, 1873. aug. 5.– Budapest, 1924. máj. 13.) kereskedő                           | Apai nagyapai dédanyja: Pollák Fanni (kb. 1845– Budapest, 1908. dec. 16.)                                                           |
| Erős Ferenc (Zalaegerszeg, 1946. jún. 13.– 2020. febr. 9.) | Apja: Erős Rezső (Budapest, 1908. febr. 5.– Budapest, 1971. máj. 15.) kereskedő  | Apai nagyanyja: Somogyi Teréz 1897-ig Schwarcz Teréz (Városhídvég–Rebecpuszta, 1882. jún. 6.– Budapest, 1951. dec. 3.)                    | Apai nagyanyai dédapja: Somogyi Pál 1897-ig Schwarcz Lipót gazdatiszt                                                               |
| Erős Ferenc (Zalaegerszeg, 1946. jún. 13.– 2020. febr. 9.) | Apja: Erős Rezső (Budapest, 1908. febr. 5.– Budapest, 1971. máj. 15.) kereskedő  | Apai nagyanyja: Somogyi Teréz 1897-ig Schwarcz Teréz (Városhídvég–Rebecpuszta, 1882. jún. 6.– Budapest, 1951. dec. 3.)                    | Apai nagyanyai dédanyja: Wessel Karolina                                                                                            |
| Erős Ferenc (Zalaegerszeg, 1946. jún. 13.– 2020. febr. 9.) | Anyja: Fenyvesi Zsuzsanna (Zalaegerszeg, 1910. dec. 4.– Budapest, 1994. jan. 1.) | Anyai nagyapja: Fenyvesi Simon 1882-ig Grünbaum Simon (Zalaegerszeg, 1873. júl. 7.– Zalaegerszeg, 1939. ápr. 21.) kereskedő, bankigazgató | Anyai nagyapai dédapja: Fenyvesi Miksa 1882-ig Grünbaum Miksa (Zalaegerszeg, 1842– Zalaegerszeg, 1925. dec. 13.) rövidáru kereskedő |
| Erős Ferenc (Zalaegerszeg, 1946. jún. 13.– 2020. febr. 9.) | Anyja: Fenyvesi Zsuzsanna (Zalaegerszeg, 1910. dec. 4.– Budapest, 1994. jan. 1.) | Anyai nagyapja: Fenyvesi Simon 1882-ig Grünbaum Simon (Zalaegerszeg, 1873. júl. 7.– Zalaegerszeg, 1939. ápr. 21.) kereskedő, bankigazgató | Anyai nagyapai dédanyja: Rágendorfer Fáni (kb. 1849– Zalaegerszeg, 1933. júl. 31.)                                                  |
| Erős Ferenc (Zalaegerszeg, 1946. jún. 13.– 2020. febr. 9.) | Anyja: Fenyvesi Zsuzsanna (Zalaegerszeg, 1910. dec. 4.– Budapest, 1994. jan. 1.) | Anyai nagyanyja: Steiner Margit (Tapolca, 1881. nov. 10.– Budapest, 1971. dec. 11.)                                                       | Anyai nagyanyai dédapja: Steiner Ferenc (Káptalantóti, kb. 1845– Tapolca, 1906. ápr. 15.) borkereskedő                              |
| Erős Ferenc (Zalaegerszeg, 1946. jún. 13.– 2020. febr. 9.) | Anyja: Fenyvesi Zsuzsanna (Zalaegerszeg, 1910. dec. 4.– Budapest, 1994. jan. 1.) | Anyai nagyanyja: Steiner Margit (Tapolca, 1881. nov. 10.– Budapest, 1971. dec. 11.)                                                       | Anyai nagyanyai dédanyja: Neumann Paula (kb. 1855– Tapolca, 1937. okt. 16.)                                                         |